# Julien Gracq
Julien Gracq [grak] (27. července 1910 Saint-Florent-le-Vieil – 22. prosince 2007 Angers), vlastním jménem Louis Poirier, byl francouzský spisovatel, jenž navazoval na poetiku surrealismu. Bývá řazen do druhé vlny francouzského surrealismu vedle autorů jakými byli André Pieyre de Mandiargues, Michel Leiris, Georges Limbour, ale i vedle Georgese Bataille anebo Maurice Blanchota.

## Dílo
Náměty pro své přízračné texty se složitou symbolikou čerpal ze středověkých legend a raného německého romantismu; jeho romány-mýty jsou plné tajemné atmosféry, ve kterých se dlouhé popisy stávají projekcí vnitřního světa postav, jejich temných vášní a tajných snů. Z jeho díla má největší význam jeho románová tvorba, ale psal i dramata, básně v próze a posledních 30 let svého života pouze eseje.
Romány a novely
- Na Argolském zámku (Au château d’Argol, 1938; č. 1996) je psán silně pod vlivem mýtu o Parsifalovi a Svatém grálu. V obtížně dešifrovatelném příběhu jde o osudový a destruktivní vztah dvou mužů k jedné ženě uprostřed mysteriózní krajiny.
- Zasmušilý krasavec (Un Beau Ténébreux, 1945; č. 2010) Román se syžetem sebevraždy uprostřed prostředí letního přímořského hotelu.
- Pobřeží Syrt (Le Rivage des Syrtes, 1951; č. 1971), nejznámější Gracqův román, jeho literární styl byl připodobňován ke středověkým kronikám. Námětem Pobřeží Syrt je neovlivnitelnost dějinných střetů, vznikání a odumírání státních celků, a zároveň v mysteriózním přenesení neovlivnitelnost hnutí uvnitř sebe samotného a mystérium lidské osamocenosti ve vztahu k transcendentnu. Román byl oceněn Goncourtovou cenou, kterou autor kvůli svým morálním zásadám a surrealistickým východiskům odmítl přijmout, coby cenu participující na marketingu literárního provozu. Pobřeží Syrt má takřka totožný syžet s významným románem Tatarská poušť italského romanopisce Dina Buzzatiho. Oproti němu je Gracqův text mnohem výpravnější a víc akcentuje individualitu a vůli hlavního hrdiny.
- Balkón v lese (Un balcon en forêt, 1958; č. 1966), novela z období tzv. Drôle de guerre, „Podivné války“. Text obkružuje mystérium člověka uprostřed přírody, hrdinou je voják, který nebojuje a svůj život ztrácí náhodně a bez dějinného smyslu v opuštěném loži své milenky. V této novele se Gracq blíží technikám tzv. Nového románu – Gracqovy detailní popisy přírody a všedních úkonů se stávají introspektivními popisy s mytologickými podtexty.
- Poloostrov (La Presqu’île, 1970)
- Král Kofetua, (Le Roi Cophetua, 1970) novela transponující mýtus o černošském králi zamilovaném do žebračky do období Druhé světové války. V Gracqově podání jde o příběh muže, který je pozván k příteli na venkov, po příjezdu jej však hostí pouze služebná. Hned první noc se s ní sblíží a za zvuků dělostřelby nedaleké fronty si uvědomí jednak to, že přítel se služebnou žil, a jednak to, že je již mrtev, že na frontě pravděpodobně zemřel. Druhý den za svítání proto opět odjíždí, bez rozloučení. Tento text byl zfilmován belgickým režisérem André Delvauxem pod názvem Rendez-vous à Bray (Schůzka v Bray) v roce 1971.
- Vodní úžiny (Les Eaux étroites, 1976, č. jako soukromý tisk 1998) text popisující kraj Gracqova rodiště, zejména přízračné prostory tvořené kanály a přítoky řeky L'Èvre.

Rozsáhlejší výběr Gracqových próz vyšel ve slovenštině.
Dramata
- Král rybář (Le Roi pêcheur, 1948) – divadelní hra inspirována mýtem o svatém grálu.